# Rouvray-Saint-Florentin
Rouvray-Saint-Florentin ist eine Ortschaft und eine ehemalige französische Gemeinde mit 184 Einwohnern (Stand: 1. Januar 2022) im Département Eure-et-Loir in der Region Centre-Val de Loire. Sie gehörte zum Arrondissement Chartres und zum Kanton Voves.
Mit Wirkung vom 1. Januar 2016 wurden die bisherigen Gemeinden Voves, Montainville, Rouvray-Saint-Florentin und Villeneuve-Saint-Nicolas zu einer Commune nouvelle mit dem Namen Les Villages Vovéens zusammengeschlossen und verfügen in der neuen Gemeinde über den Status einer Commune déléguée. Der Verwaltungssitz befindet sich im Ort Voves.

## Lage
Nachbarorte von Rouvray-Saint-Florentin sind Villeneuve-Saint-Nicolas im Norden, Voves im Nordosten, Villeau im Südosten, Villars im Süden, Le Gault-Saint-Denis im Südwesten und Montainville im Westen.

## Bevölkerungsentwicklung
| Jahr      | 1962 | 1968 | 1975 | 1982 | 1990 | 1999 | 2008 | 2015 |
| --------- | ---- | ---- | ---- | ---- | ---- | ---- | ---- | ---- |
| Einwohner | 233  | 205  | 182  | 171  | 157  | 179  | 196  | 209  |

## Sehenswürdigkeiten
- Château de Reverseaux (Schloss),  Monument historique seit 1966

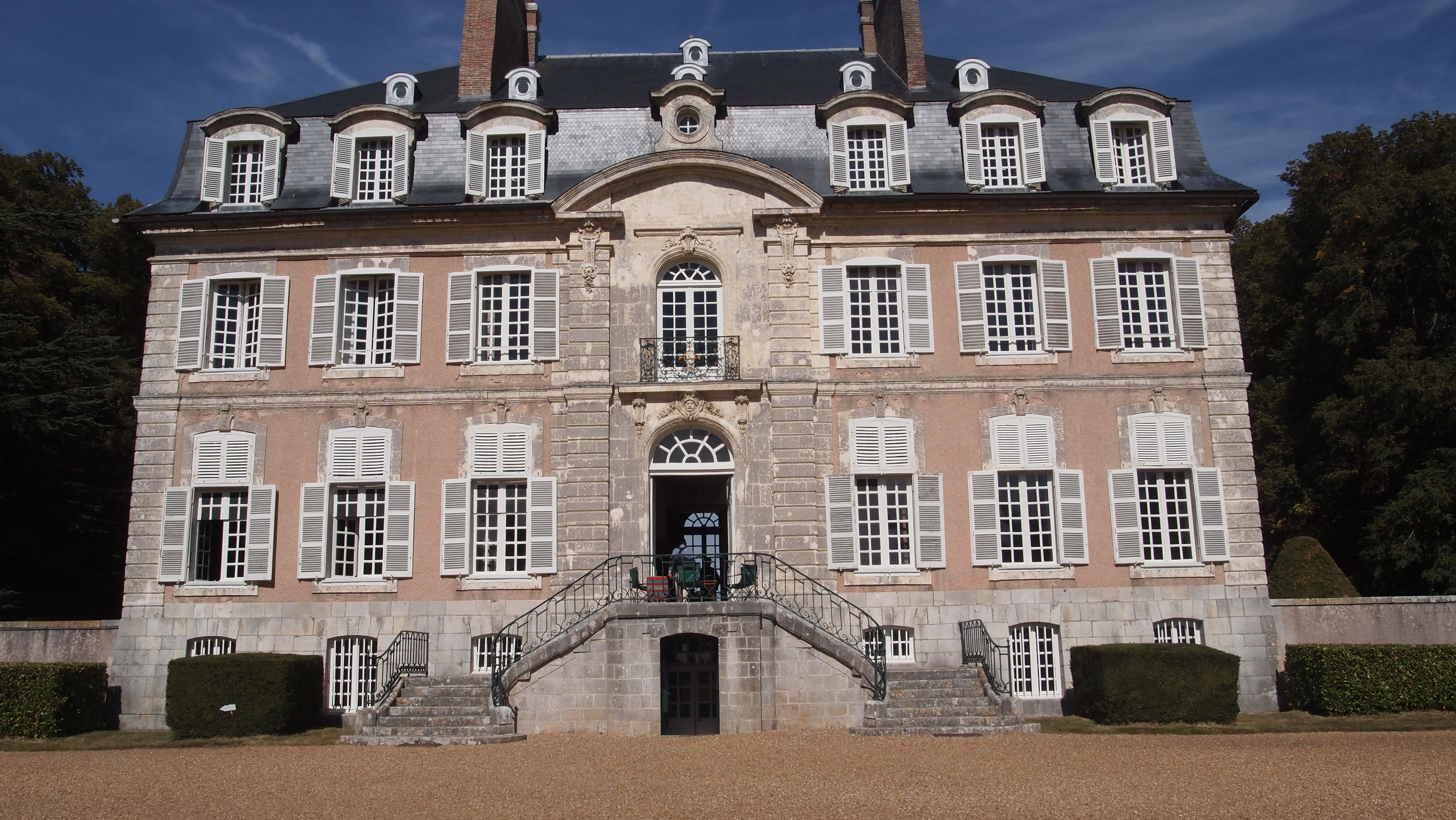
Château de Reverseaux